# Lido Albanesi
Lido Albanesi (né le 27 août 1921 à Foligno, dans la province de Pérouse en Ombrie et mort le 13 mai 1998 à Clermont-Ferrand), est un footballeur franco-italien.

## Biographie
Arrière droit, Lido Albanesi signe au Havre AC au début des années 1950 en provenance de l'Amiens AC. 
Dès sa première saison au Havre, il permet au club de monter en Division 1. Il dispute plus tard 4 autres saisons en D1 où il devient l'un des joueurs les plus estimés du public havrais. 
Il joue en équipe de France B, puis est sélectionné plusieurs fois en équipe de France, sans jamais entrer en jeu. 
Une blessure met un terme à sa carrière, et il se retire en Auvergne.

## Clubs
- 1945-1949 :  Amiens AC
- 1949-1954 :  Le Havre AC